# Saint-Hilaire-du-Rosier
Saint-Hilaire-du-Rosier is een gemeente in het Franse departement Isère (regio Auvergne-Rhône-Alpes). De plaats maakt deel uit van het arrondissement Grenoble. Saint-Hilaire-du-Rosier telde op 1 januari 2022 1.934 inwoners. 

## Geografie
De oppervlakte van Saint-Hilaire-du-Rosier bedroeg op 1 januari 2022 16,42 vierkante kilometer; de bevolkingsdichtheid was toen 117,8 inwoners per km².

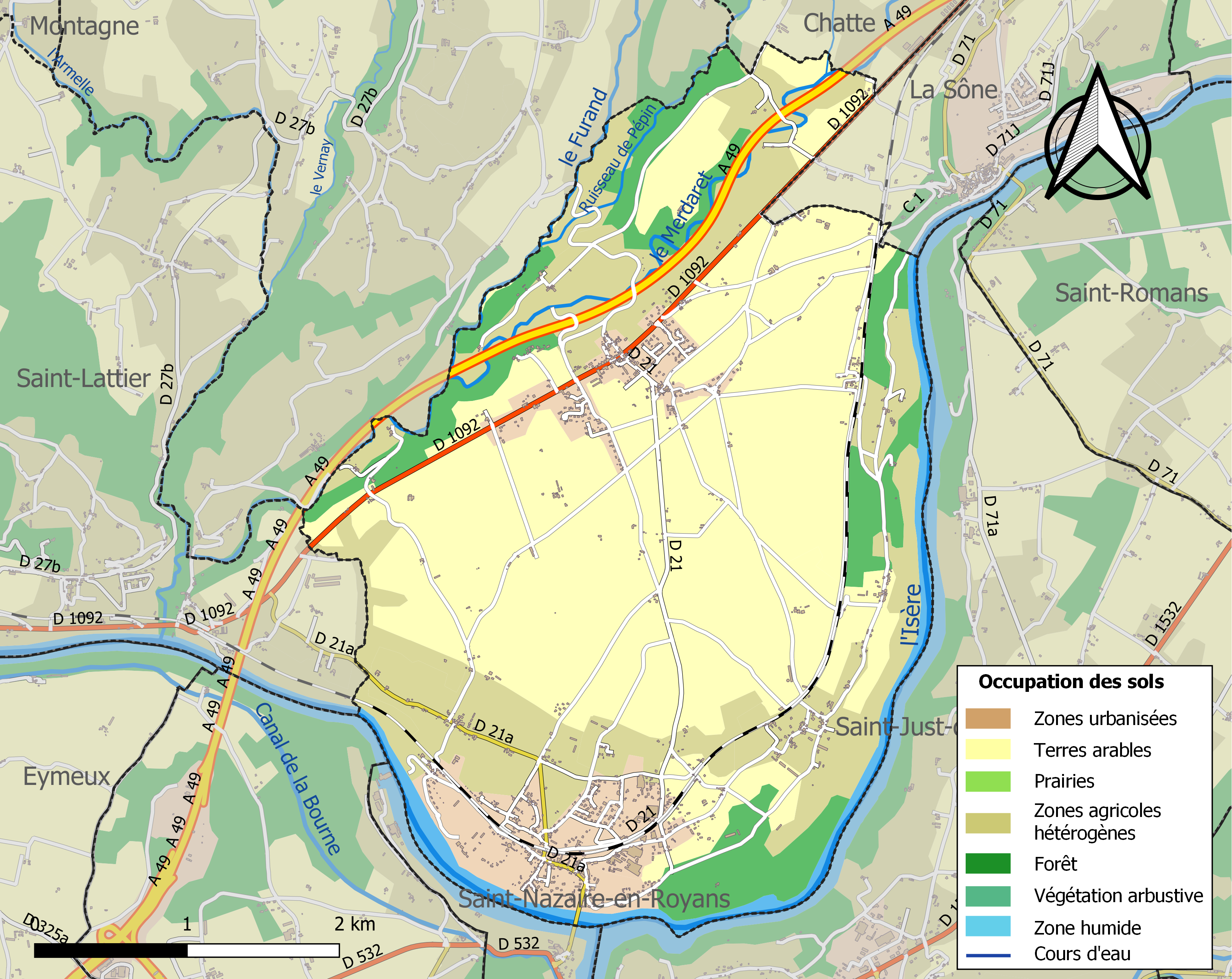
Kaart van de gemeente met de belangrijkste infrastructuur, bodemgebruik en omliggende gemeenten

## Demografie
Onderstaande figuur toont het verloop van het inwonertal (bron: INSEE-tellingen).